# Somatisk cell
Somatiska celler är alla kroppens celler förutom könscellerna.
En somatisk cell är en typ av cell som utgör de flesta vävnader och organ i en organism och utför de grundläggande funktionerna som behövs för organismens överlevnad och dagliga verksamhet. Dessa celler är involverade i allt från tillväxt och utveckling till att upprätthålla organismens struktur och funktion, men de är inte involverade i reproduktion genom att bilda könsceller.

## Karakteristik

### Genetisk uppsättning
I de flesta flercelliga djur, inklusive människor, är somatiska celler diploida, vilket innebär att de innehåller två uppsättningar av kromosomer (en från varje förälder). Detta är standard för många organismer, men det finns viktiga undantag. I vissa organismer, som vissa svampar och insekter, kan somatiska celler vara haploida, vilket innebär att de endast har en uppsättning kromosomer.

### Reproduktion
Somatiska celler reproducerar sig genom processen mitos, vilket resulterar i två genetiskt identiska dotterceller. Denna typ av celldelning är grundläggande för tillväxt, läkning och underhåll av kroppens vävnader.

### Funktionell mångfald
Trots deras genetiska likhet kan somatiska celler differentiera och specialisera sig för att utföra olika funktioner. Exempel inkluderar nervceller, blodceller, hudceller och andra, var och en med specifika roller i organismen.

## Motsatsen till somatiska celler
Motsatsen till somatiska celler är könsceller (också kallade gameter) (till exempel spermier och äggceller hos människor). Dessa celler är involverade i reproduktion och är vanligtvis haploida, vilket betyder att de bär endast en uppsättning kromosomer. När två gameter förenas vid befruktning bildar de en diploid zygot, som sedan utvecklas till en ny individ.